# Цабиц
Цабиц (нем. Zabitz) — бывшая община (коммуна) в Германии, в земле Саксония-Анхальт. Входила в состав района Анхальт-Биттерфельд.
В состав общины входили населённые пункты Максдорф и Турау. Население составляло 518 человек (на 31 декабря 2006 года). Занимала площадь 8,32 км².
1 января 2010 года община Цабиц стала частью новой общины Остернинбургер-Ланд.